# Лечење у српским манастирима
Лечење у српским манстирима у српској националној традицији, у зависности од духовног и физичког стања религиозне индивидуе, чести је облик тражења „спаса ” за многе болести и душевна стања, јер су манастири нудили надрационално веровање и колективни ритуал који је водио очишћења човека. Религија, односно цркве и манастири, овог пута нуде низ награда и казни у зависности од доброг или лошег понашања и врсте људских дела. Српска православна црква, као „домаћин и посредник ” између човека и Бога, тако је постала одређена одговарајућим конфесионалним сличностима. А често уз традиционалну конфесионалост ишло је и сујеверје  „као начин прихватања света" или „животни стил”, али и као израз и плод друштвене зависности у одређеној дефиницији времена.
У ритуалним молитвама, и другим садржајима за оздрављење под манастирским сводовима православне цркве доминира хришћанска религиозност која се ипак издигла изнад паганских схватања здравља и болести. А да би што већем броју болесних у право време помогло монаштво у манастирима позива и тврди да су врата свих светиња отворена увек, без обзира на доба дана или ноћи, за све оне који преко исцељења трагају за сопственим опстанком. 

## Потрага за излечењем у манастиру
Човек, као људска и интелектуална јединка, често без обзира на временску дистанцу трага за Богом. Тако се развио сакрални модел бриге за здравље (који доминира током многих векова), и који човека схвата наглашено холистички. У том контексту здравље се посматра као плод правилног начина живљења. Човек је здрав кад живи у складу са природним ритмовима, у складу с другима, а посебно с Богом или боговима. Док се, болест доживљава као раскид односа са природом, са друштвеном околином и духовним светом. Лечење је, дакле, према таквом моделу засновано на истовременој примени традиционалних лекова, али и религиозних а каткад и магијских обреда. Сакрални модел је присутан у свим великим цивилизацијама у прошлости прожетима религијом, по чему нису биле изутак и српске земље.
Ово је врло честа појава у бити људске врсте, без обзира на степен религиозности или праг атеизације. Међутим човеков ум је веома често склон да свесно одбацује Бога, а истовремено га несвесно призива. Величина овог јаза у сваком случају зависи од тренутног менталног и физичког стања у телу неке особе. То значи да је дозивање Бога условљено здравственим стањсем човека, и слично је оном народном предању (пословици) по којој је здравље највеће богатство, и за њега све треба учинити како би га стекли. Доведен у систуацију да почиње да губи, или је добрим делом изгубио, ово цивилизацијско исконско богатсво -здравље, човек се окреће у свим правцима и често у паничном страху тражи помоћ. Ти путеви трагања су разноврсни и умногоме зависе од великог броја фактора. Један од њих у трагању за здрављем као највећим богатством води утабаним стазама према хришћанским црквама и манастирима које су у српској традицији старе таман толико колико и старост самог храма.
Најчешће, у српској народној култури, традиција лечења боллесника се врши комбинованим методама, од стручно медицинских па све до најразноврснијих алтернативних метода. У зависности од степена развијености људске свести и самосвести, код појединац доминира једнан или другп средство са заједничким циљем. На овај начин, човек је проналазио своју улогу и обогаћивао животно знање о месту појединца у читавом универзуму.

## Улога манастира у лечењу
Улогу манастира у лечењу и, пре свега, очувању постојећег доброг здравственог стања, прикрива само по себи дубоку поруку засновану на чувеној народној пословици: „Боље је спречити него лечити”. При томе треба имати у виду да је од доласка Светог Саве на чело цркве, Српска православна црква временом незванично одбацила све алтернативне и ненаучне методе здравствене заштите, и на тај начин омогућила монасима да сами одлуче о начину лечења. Као оштар противник надрилекарства, Сава је све више јачао и улогу државе на очувању и унапређењу здравља, па је тако његовим залагањем настао већи број прописа који су ограничавали употребу магијских ритуала и враџбина у лечењу становништва. У том смислу специјалним правилима (типик) одређене су дужности и задаци ових институција цркве од социјалне заштите до медицинске неге, готово идентична савременом приступу социјалне медицине у заштити здравља у Европи тога времена.
Вођена принципима још из периода прихватања хришћанства српска манастирска медицина стварана је по угледу на византијску, у којој се моштима светитеља приписивала велика исцељска моћ, због чега су они уживали велико поштовање и имали велику драгоценост. Изграђујући и уобличавајући духовни и културни живот српског друштва, свештенство је истовремено изграђивало и уобличавало себе. Како је свим облицима друштвеног живота средњег века српска хришћанска црква давала своје обележје, тако се њен утицај и те како осећао и у медицини.
Хришћанска медицина у начелу догматска у почетку је претпостављала лечење душе над лечењем тела, што је имало директне последице на развој и напредак медицине. Заговарајући превасходно куративни приступ оболелом, потискивала је превентивни облик медицине. Међутим временом представници Српске православне цркве, као и целокупно свештенство и монаси, мењају мишљење и врло често заговарају и изражавају свој став и тумаче своје схватања да особа мора размишљати о свом здрављу, као и општем напретку и срећи на време, док још не постоји проблем. Праведним делима садржаним у Старом и Новом завету човек на једноставан и неоптерећујући начин „обезбеђује” своје и здравље својих најдражих. Тиме је у молитвама под манастирским сводовима била присутна хришћанска религиозност која се далеко издигла изнад паганских перцепција о здрављу и болести. А колико се лечење у манастирима издигло говори манастирска болница, откривена пре неколико година, приликом археолошких ископавања на локалитету манастира Светог Георгија у Дабру, касније познатог као манастир Ораховица у Мажићима, смештеног на левој обали Лима. Реч је о манастиру који је већ почетком 13. века био угледно и важно монашко средиште српске државе, а касније је имао бурну историју, па је 1732. године био сасвим порушен. У њему су спас за своје болести нашли многи болесници са простора Србије и шире.

## Народна воровања и обичаји везани за лечење у српском манастиру
Када се болест манифестује и када човек постане свестан њеног присуства, а лечење безуспешно, болесник, као и његова ужа породица одлазе у разне манастире за које по сопственом сазнању верују да су најефикаснији и траже помоћ. А та помоћ се огледала у молитвама, приношењу дарова, освештавању хране и предмета итд:

### Читање молитва за оздрављење
Док свештено лице чита молитву, болесник стално понавља речи „своје молитве”, садржане у жељи оздрављења. 
Ако с емолитве спрове у току медицинске терапије, молитве па и магијске радње имају за циљ да једни друге допуне и појачају снагу деловања све до коначног циља, излечења или добијања потомства, ако се ради о лечењу неплодности.
У многим рецептима за излечење, народни лекари, па и поједини лекари народни лекари, тражили су од болесних и читање молитава као што су Pater Noster и Ave Maria и разне друге молитве упућене светитељима, и употребу различитих бајалица и амајлија, у зависности од тежине болести. Занимљив је и податак да је у Котору у време куге, 1526. године, извесни лекар Иван Меднић преписао болесном не само лекове које је лично направио већ и читање молитава упућених Богу и Св. Себастијану, заштитнику од ове опаке болести.
По молитву болесна особа долази и више пута, што зависи од стања његовог здравља. Када дође до оздрављења, а сам болесник мисли да је дошло захваљујући молитви у манастиру, он настоји да и даље што је могуће чешће долази у њега из захвалности и са циљем да се болесно стање више не понови. Имућни у знак захвалности даривају манастир новом иконом, градњом конака или неке друге зграде у манастирској порти. 

### Приношење дарова за оздрављење
Болесник приноси дарове углавном свецу коме је манастир посвећен. Приношење дара представља траг паганског обичаја жртвовања садржан у храни, стварима новцу, цвећу итд: 
- Од хране се најчешће приноси уље, шећер, црвено вино, брашно, мед.
- Од ствари у највећем броју случајева заступљени су пешкири, чаршави, чарапе, кошуље, разна платна, женски ручни радови или пак нешто од дечјих одевних предмета. * Новац се даје у зависности од материјалне могућности верника.
- Цвеће, босиок плодови воћа (јабука и грожђе најчешће), разне гранчице лековитог чаја. На Ђурђевдан се снага босиока још више појачавала, тако да болесни баш на овај празник трагају за оздрављењем баш у манастирима. У циљу очувања здравља у цркве се уносе најчешће дренове и лескове гранчице. Са њима се ките иконе, а неке се након очитане молитве носе кући, када им се појачава заштитна улога. Верује се да овакве гранчице попут амајлије штите укућане како од болести, тако и од сваке друге несреће.

### Даровање икона
Куповина разних икона, стручне литературе, привезака у облику крста или са иконом Богородице или неког од светаца, представа су превентивног очувања здравља и општег позитивног стања у организму човека. За представу привеска у виду крста једино можемо рећи да представља амајлију коју је прихватила Српска православна црква.

### Освештавање хране и делова одеће у циљу лечења
Док се под манастирским сводовима чита молитва за болесника било лично или пак посредно држи се нешто од хране као што је шећер или мед који се носе кући и које болесник треба сам да узима. На тај се начин снага молитве појачава и преноси и на намирницу која ће сама ритуалним једењем представљати лек. Верује се да се на овај начин појачава снага молитве која ће увек уношењем освештане хране "преобразити" и излечити болесно тело. 
Уколико је болесник слаб и немоћан да дође у светињу доноси се нешто од његових личних одевних предмета и над њима свештено лице чита молитву. Облачењем освештаног одела болесник на посредан начин долази у директну везу са светим речима молитве чији је крајњи циљ оздрављење.

### Крштење као облик превенције против болести
Крштења ка обредни чин, има за циљ да стане на страну праведних, одричући се ђавола и сваке друге негативности. На овај се начин човек „лишава" искушења да погреши што ће на некаквом „укупном скору пребројавања" имати за циљ победу добрих дела и стварање простора за здравље и срећу. 
Светој тајни крштења монаштво даје велику улогу и значај, када појединац долази у директну везу са Христом, односно крстом, као једином правом заштитнику од злих сила и демона. 
У српском народу се верује да чином крштења појединац стаје у службу Бога, односно праведних дела. Ову управо изречену идеју о изједначавању и поистовећивању праведних људских дела и Бога налазимо мање или више сврстану у црквеној литератури и у бити сваког високо моралног човека, а који то у великом броју случајева није ни свестан. Уколико дође до болести за крштену јединку пут до милости Божије је краћи а врата спасења више отворена. Праведна дела помажу у излечењу. Верује се да молитва за оздрављење од стране крштеног има већу снагу и изражајност, да је делотворнија.

### Исцелитељска моћ манастирских извора
Велика већина манастира смештена је уз некакав извор, тако да се исцелитељска моћ придаје и самој водици. Верује се да када вода извире непосредно уз манастир да она има лековиту моћ и натприродна својства. Болесници се том водом умивају, купају, рукама захватају и пребацују преко себе, на који начин симболичким путем пребацују односно водом терају болест што даље од себе. Болесници се поред ових извора веома често бришу а пешкир или марамицу оставе поред извора у циљу симболичког остављања болести да је вода однесе. Водица се плаћа односно дарује најчешће новцем на који се начин по народном веровању појачава лековито дејство воде.
На пример, изнад манастира Стјеник код Чачка налази лековити извор где готово свакодневно долазе и навраћају многи, па и они који траже спас од болести. Посебно се верује у лековиту моћ ове воде на Ивандан (7. јули), када се осим купања и умивања вода носи кући и чува као највећа светиња и употребљава за прање и шкропљење у случају да се неко разболи, или се пак само превентивно попије по неки гутљај. Овој се води осим здравствене приписује и велика заштитна моћ од злих сила и демона.

### Лечење спавањем у манастиру
Током спавања у манастиру болесника би у сну посетили светитељи. Могао је да их препозна захваљујући њиховим представама које је видео у светилишту. Понекад би виђење изгледало као права лекарска визита, пошто су нпр. свети лекари Козма и Дамјан и Кир и Јован неретко имали одећу лекара и носили медицинске инструменте. Свети би или одмах излечили болесника или би му дали савет да користи одређенелекове, који су у првом реду садржали восак или уље из светиљке или воду са оближњег манастирског извора.
Успешнео излечење након виђења светитеља у сну било је подстицано представама светих постављених у близини кивота или гроба у манастирском комплексу. Болесни би, након што је видео светитеље на ликовном обличју, којим се пружао осећај њиховог присуства, веровао у  чудесна својства честица њихових моштију. Другим речима, представе светитеља су подстицале уздање верних у моћ манастирских реликвија.

## Лечење у манстирским болницама
Свети Сава је више пута боравио у Цариграду, где је упознао начин организовања тамошњих манастира-болница, које су служиле искључиво за смештај убогих и немоћних. Стечена искуства Сава је искористио да организује још у 12. веку, најстарију српску болницу за лечење калуђерау Хиландару 1199. године (средиишту српског књижевног, културног и просветитељског рада), ван простора Србије. Потом су владари из династије Немањића уз манастире у Србији отврали манастирске болнице за њихове потребе или као склониште за оболеле од неизлечивих болести, међу њима и оне оболеле од душевних болести.
Падом средњовековних српских земаља под власт Османског царства, нагло нестаје научна медицина, а остају само народна — световна и верска медицина, због повратка племенској и патријархалној култури.
Верску медицину, поприлично назадну, практикују у манастирима, па су поједини од њих изашли на глас по лечењу одређених болести. Душевне болести су заузимале посебно место у манстирској медицини, „јер пошто је оболео дух, сматрало се да је најбољи лек духовни“. Зато су поједини манастири, како православни тако и католички, важили као једина места где се ови болесници могу успешно лечити и излечити. 
Међу лековима су били и они који се срећу и у другим средиштима познатим по исцелитељским својствима, као што су восак (грч. κηρωτή), уље освећено тиме што је потицало из светиљке која је горела над њиховим гробом, те вода у купатилу или са оближњег извора.
Неки манастири, попут Студенице, поједини манастири по Македонији, фрањевачки манастири средње Босне, били су познати по лечењу душевно оболелих молитвом, постом и „другим познатим средствима“. Подаци из прве две деценије 19. века указују да су манастири Враћевшница и Каленић били центри где су примани болесници с јаким епилептичним нападима, као и они који су као тешко душевно оболели и у том стању починили убиства или разбојништва.
Болеснима, који су понекад веома дуго боравили у светилишту до којег су каткад прелазили и дугачак пут, у циљу да им се одвуче пажња од болова и патњи, подигне расположење, да се забаве, па чак и насмеју, како би им се поправило свеукупно стање читани су Зборници који садрже многобројне приче о чудима светих, највећим делом о излечењима, из рановизантијско и позновизантијско доба.